# Primitieve reflexen
Primitieve reflexen zijn automatische reacties afkomstig uit het centrale zenuwstelsel die natuurlijk voorkomen in gezonde pasgeboren baby's, maar niet in neurologisch gezonde volwassenen. De reflexen verdwijnen dankzij de ontwikkeling van de frontale kwab gedurende de ontwikkeling. De reflexen blijven altijd aanwezig in de hersenstam, maar onder invloed van de hogergelegen hersengebieden worden de reflexen in gezonde volwassenen onderdrukt. De reflexen worden ook wel embryonale, foetale, neonatale of ontwikkelingsreflexen genoemd.
In oudere kinderen en volwassenen met een neurologische aandoening (zoals bijvoorbeeld hersenverlamming) doven deze reflexen soms niet uit, of keren ze terug. Het terugkeren van de reflexen kan soms worden gewijd aan aandoeningen zoals dementie, traumatisch hersenletsel of beroerte.
De primitieve reflexen worden getest door een neuroloog wanneer er verdenking is op niet-aangeboren hersenletsel om het functioneren van de frontale kwab te meten. Als de reflexen niet goed worden onderdrukt, worden dit frontale ontremmingsverschijnselen genoemd.

## Typen

### Moro-reflex

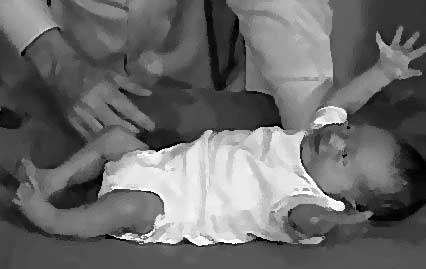
Moro-reflex

Deze reflex, die officieel is vernoemd naar kinderarts Ernst Moro, wordt soms ook de schrikreflex genoemd. De Moro-reflex is bij de geboorte al aanwezig, en is het duidelijkst in de eerste levensmaand en begint vanaf ongeveer twee maanden te verdwijnen. De reflex ontstaat vaak als het hoofd van de baby plots van positie verandert, als de temperatuur abrupt verandert, of wanneer ze schrikken van een hard geluid. De armen en het hoofd strekken zich uit, terwijl de armen omhoog schieten en zich uitstrekken met de palmen omhoog en de duimen gestrekt. Kort daarna worden de armen samengebracht en vouwen de handen zich vast tot vuisten. De baby begint dan hard te huilen.

### Tepelzoekreflex

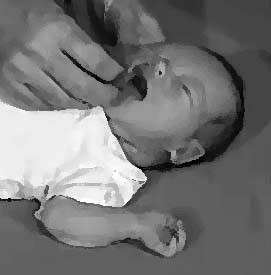
Tepelzoek-reflex

De tepelzoekreflex ontstaat in baby's wanneer de mondhoeken worden aangeraakt. De baby zal dan zijn/haar mond of hoofd in de richting van de aanraking bewegen, alsof hij/zij de tepel zoekt. De reflex ondersteunt de borstvoeding. Na enkele weken zal de baby zijn/haar hoofd automatisch naar de tepel bewegen, zonder zoekende bewegingen te maken.

### Zuigreflex
De zuigreflex komt bij alle zoogdieren voor en is vanaf de geboorte aanwezig. Het is gerelateerd aan de tepelzoekreflex en de borstvoeding. Het zorgt ervoor dat een baby instinctief zuigt aan alles wat in zijn/haar mond wordt gestopt en het verhemelte aanraakt.

### Palmaire grijpreflex

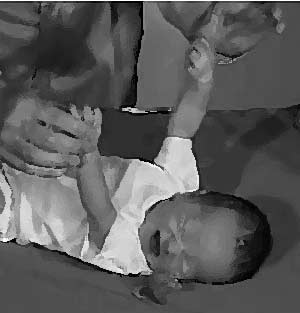
Grijpreflex

De palmaire grijpreflex treedt op wanneer de handpalm wordt bestreken of wanneer er een voorwerp in wordt geplaatst en iemand in reactie daarop een grijpreactie maakt. Baby's vertonen de grijpreflex natuurlijk tot ongeveer vijf à zes maanden. Bij volwassenen komt de reflex normaal gesproken niet voor en kan hij worden gezien als teken van een frontale laesie. Daarnaast wordt hij in verband gebracht met onder andere (Parkinson-)dementie en schizofrenie. Bij normale veroudering treedt deze reflex niet op.

### Voetzoolreflex
De voetzoolreflex is een normale reflex waarbij de voet zo wordt gestrekt dat de tenen wegdraaien van de schenen en ze omlaag brengt. Wanneer de reflex abnormaal voorkomt spreekt men van het Babinskiteken. Dit is wanneer de inhibitie van het reflexcircuit is onderbroken. Hierdoor buigt de voet zich omhoog, richting de schenen, en draait de grote teen naar boven. Dit komt ook voor bij baby's die jonger zijn dan ongeveer één jaar, omdat de corticospinale banen nog niet volledig zijn gemyeliniseerd. Deze banen ontwikkelen zich, waardoor het Babinskiteken bij gezonde volwassenen niet voorkomt.

### Galantreflex
De galantreflex is aanwezig bij de geboorte en verdwijnt vanaf vier tot zes maanden. Wanneer de rug van een baby wordt gestreeld, zal het kind zich omzwiepen in de richting waar hij/zij werd gestreeld. Als de reflex na zes maanden blijft bestaan, is dat mogelijk een teken van pathologie. De reflex is genoemd naar de Russische neuroloog Johann Susmann Galant.

### Glabellareflex
De glabellareflex treedt op wanneer iemand bij het krijgen van tikjes tussen de wenkbrauwen synchroon met de tikjes gaat knipperen met de ogen. Bij gezonde volwassenen kan deze reflex wel een tijdje optreden, maar dooft deze na enkele tikjes uit. Wanneer de reflex niet uitdooft, wordt dit vaak gezien als teken van de ziekte van Parkinson. De reflex blijft echter ook bij andere supranucleaire aandoeningen bestaan, waaronder bij verschillende soorten dementie.